# U-954
U-954 – niemiecki okręt podwodny (U-Boot) typu VII C z okresu II wojny światowej. Okręt wszedł do służby w 1942 roku.

## Historia
Podczas II wojny światowej okręt odbył jeden, 42-dniowy patrol bojowy, nie odnosząc sukcesów.
U-954 został zatopiony 19 maja 1943 roku na południowy wschód od przylądka Farvel (Grenlandia) przez brytyjską fregatę HMS „Jed” i  slup HMS „Sennen”. Zginęła cała załoga – 47 oficerów i marynarzy, w tym Peter Dönitz, młodszy syn admirała Karla Dönitza, pełniący funkcję oficera wachtowego. Okrętem podczas bitwy o konwój SC 130 dowodził Odon Loewe.